# نهاد خطيب أوغلو
نهاد خطيب أوغلو (11 مايو 1955م)، (بالتركية:Nihat Hatipoğlu) من ديار بكر تركيا، أكاديمي وعالم تركي، خريج مدارس الأئمة والخطباء وكلية أصول الدين جامعة أنقرة.